# Харьковское начало
Харьковское начало (по городу Харьков, где разработано начало) — дебют в русских шашках. Табия дебюта возникает после ходов 1.gh4 bc5 2.cb4 (с перестановкой ходов 1.cb4 bc5 2.gh4 fe5 3.hg5 h:f4 4.e:g5 gh6  5.fe3 h:f4 6.e:g5hg7 7.gh6 Характеризуются выпадом на g5 и захватом поля h6, ослабление своего левого фланга белыми.
Пример партий.

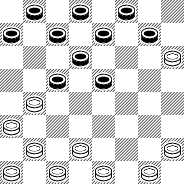
Характерное построение дебюта

6-й чемпионат мира по русским шашкам по электронной переписке, 20.01.2010 г.-30.02.2010 г.
Навикаускас Э. — Семёнов С. А. 1:1
1.cb4 bc5 2.gh4 fe5 3.hg5 h:f4 4.e:g5 gh6
  5.fe3 h:f4 6.e:g5 hg7 7.gh6 ef4 8.bc3 ab6
  9.ba5 de5 10.gf2 ba7 11.cb4 cd6 12.a:c7 d:b8 13.b:d6 e:c7 14.ab2 ab6 15.bc3 bc5 16.cb4 gf6 17.b:d6 e:c5 18.fg3 fe5 19.cb2 =

Навикаускас Э. — Макушев И. Г. 1:1
1.cb4 fe5 2.gh4 bc5 3.hg5 h:f4 4.e:g5 gh6
  5.fe3 h:f4 6.e:g5 hg7 7.gh6 ef4 8.bc3 gf6
  9.gf2 ab6 10.ba5 fg5 11.fe3 ba7 12.ef2 cb4 13.a:c5 b:b2 14.c:a3 dc5 15.ab2 gh4 16.e:g5 h:f6 17.hg3 cd6 18.bc3 cb4 19.a:c5 d:b4 20.cd4 ba3 21.dc3 ab6 22.a:c7 d:b6 23.fe3 ed6 24.ef4 ba5 =
Шеламенов В. И. — Навикаускас Э. 1:1
1.gh4 bc5 2.cb4 fe5 3.hg5 h:f4 4.e:g5 gh6
  5.fe3 h:f4 6.e:g5 hg7 7.gh6 ef4 8.bc3 gf6
  9.ba5 de5 10.gf2 cd6 11.cb4 bc7 12.fg3 cd4 13.dc3 d:b2 14.a:c3 fe3 15.ed2 fg5 16.h:f4 e:g5 17.gf4 e:g3 18.h:h6 fg7 19.h:f8 ef6 20.f:c5 cb6 21.a:c7 d:b2 22.dc3 b:d4 23.bc5 d:b6 24.ab4 =
5-й заочный чемпионат Европы. Финал. 01.10.2008-01.10.2010
Материков С. Н. — Абрамов О. С. 1:1
1.gh4 bc5 2.cb4 fe5 3.hg5 h:f4 4.e:g5 gh6
  5.fe3 h:f4 6.e:g5 hg7 7.gh6 ef4 8.bc3 cb6
  9.ba5 de5 10.a:c7 b:d6 11.cb4 fg3 12.h:f4 e:g3 13.gh2 gf6 14.h:f4 fe5 15.fg5 ef6 16.g:e7 d:f6 17.dc3 =
1-й Открытый командный чемпионат России по электронной переписке
Хромов — Бахтияров 1:1
1.gh4 bc5 2.cb4 fe5 3.hg5 h:f4 4.e:g5 gh6
    5.fe3 h:f4 6.e:g5 hg7 7.gh6 ef4 8.ba5 gf6
    9.gf2 ab6 10.de3 f:d2 11.e:c3 de5 12.hg3 ba7 13.cb4 cd4 14.bc3 d:b2 15.a:c3 ed6 16.cd2 bc5 17.de3 =
Козадаев — Савин 1:1
1.gh4 fe5 2.cb4 bc5 3.hg5 h:f4 4.e:g5 gh6
    5.fe3 h:f4 6.e:g5 hg7 7.gh6 ef4 8.bc3 gf6
    9.gf2 fe5 10.ba5 cd4 11.cb2 ab6 12.cb4 fe3 13.d:f4 e:g3 14.h:f4 dc5 15.b:d6 c:g3 16.a:c7 b:d6 17.f:h4 de3 18.bc3 de5 19.cb4 ef4 20.ba5 dc7 21.ab4 ed6 22.bc5 d:b4 23.a:c3 cd6 24.cb4 de5 25.ba5 ef2 26.e:g3 f:h2 =
4-й Суперкубок В. Литвиновича Финал. 10.01.2007-10.12.2008
Ефименко В. М. — Луппо Н. Н. 1:1
1.cb4 fe5 2.gh4 ba5 3.hg5 a:c3 4.b:f6 g:e5
5.ab2 h:f4 6.e:g5 ab6 7.hg3 dc5 8.gh4 ed4
9.fe3 d:f2 10.g:e3 hg7 11.bc3 gf6 12.gh6 cd6 13.ef4 fg5 14.h:f6 e:e3 15.d:f4 de7 16.cd2 ef6 17.de3 ba5 18.ed2 fe5 19.fg5 ba7 20.ab4 c:a3 21.ed4 ef4 22.g:e3 dc5 23.d:b6 a:c5 =